# 하워드 파일

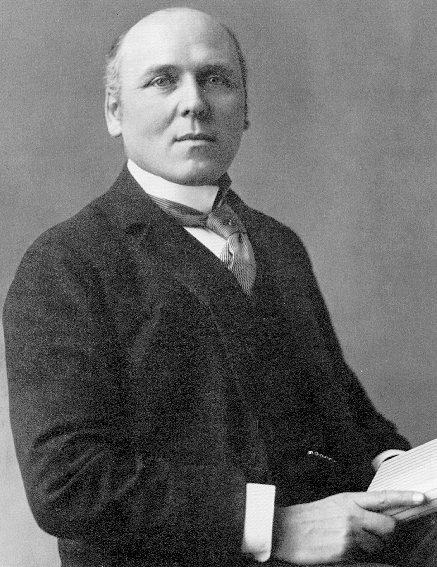

하워드 파일(Howard Pyle, 1853년 3월 5일 – 1911년 11월 9일)은 미국의 삽화가, 화가, 작가였으며 주로 청소년을 위한 책을 썼다. 델라웨어주 윌밍턴 (델라웨어주) 출신이었고 생애의 마지막 해를 이탈리아 피렌체에서 보냈다.
1894년에 드렉셀 예술, 과학, 산업 연구소(현 드렉셀 대학교)에서 삽화를 가르치기 시작했다. 그의 학생들 중에는 바이올렛 오클리, 맥스필드 패리쉬, 제시 윌콕스 스미스가 있었다. 1900년 이후 그는 하워드 파일 삽화 예술 학교(Howard Pyle School of Illustration Art)라는 자신의 예술 및 일러스트레이션 학교를 설립했다. 학자 헨리 C. 피츠(Henry C. Pitz)는 나중에 브랜디와인(Brandywine) 지역의 삽화 예술가와 와이어스(Wyeth) 가문 예술가를 위해 브랜디와인 스쿨(Brandywine School)이라는 용어를 사용했으며, 그 중 몇몇은 파일과 함께 공부했다. 그는 그 자체로 유명해진 수많은 예술가들에게 지속적인 영향을 미쳤다. N. C. 와이어스, 프랭크 스쿠노버, 손튼 오클리, 앨런 터퍼 트루, 스탠리 아서스 및 기타 수많은 사람들이 그 밑에서 공부했다.
그의 1883년 고전 출판물 The Merry Adventures of Robin Hood는 여전히 인쇄되어 있으며, 그의 다른 책들은 종종 아서왕을 다룬 4권의 세트를 포함하여 중세 유럽을 배경으로 한다. 그는 또한 해적 삽화로도 잘 알려져 있으며, 현대의 해적 복장에 대한 고정관념이 된 것을 창조한 것으로 알려져 있다. 그는 1888년에 그의 첫 번째 소설 Otto of the Silver Hand를 출판했다. 그는 또한 하퍼스 매거진 및 세인트 니콜라스 매거진(St. Nicholas Magazine)과 같은 정기 간행물에 역사 및 모험 이야기를 삽화했다. 그의 소설 Men of Iron은 영화 "The Black Shield of Falworth"(1954)로 각색되었다.
파일은 벽화를 공부하기 위해 1910년 이탈리아 피렌체로 여행을 떠났다. 그는 1911년 갑작스런 신우신염(브라이트병)으로 그곳에서 사망했다.